# Lorca
Lorca is een gemeente in de Spaanse provincie en regio Murcia met een oppervlakte van 1675 km². Lorca telt 91.730 inwoners (1 januari 2016). Het is de derde stad van de regio na Murcia en Cartagena.
Op 11 mei 2011 werd Lorca getroffen door twee aardbevingen. Bij deze bevingen vielen 8 doden.

## Demografische ontwikkeling
Bron: INE; 1857-2011: volkstellingen
Opm: afstand van Huércal (1842) en Puerto Lumbreras (1958)

## Bezienswaardigheid
Het kasteel van Lorca is van middeleeuwse oorsprong, gebouwd tussen de 9e en 15e eeuw. Het lag lange tijd op de grens met Granada tussen christenen en moslims. Het ligt op de top van een heuvel en de buitenmuren volgen de contouren van deze heuvel. Het kasteel is zo’n 640 meter lang en maximaal 120 meter breed en is daarmee een van de grootste kastelen van Spanje. Het kasteel is open voor publiek.

## Sport
Lorca FC (voorheen La Hoya Lorca CF) en CF Lorca Deportiva zijn professionele voetbalclubs uit Lorca en spelen in het Estadio Francisco Artés Carrasco. Beiden zijn navolgers van Lorca Deportiva.

## Geboren in Lorca
- Narciso Yepes (1927-1997), klassiek gitarist
- José Luis Munuera (1972), striptekenaar
- José María Sánchez Martínez (1983), voetbalscheidsrechter